# Книга воспоминаний
«Книга воспоминаний» (венг. Emlékiratok könyve) — роман венгерского писателя Петера Надаша, впервые опубликованный в 1986 году. Повествование тесно связано с историей Европы XX века — преддверие Первой мировой войны, Вторая мировая война, сталинские репрессии, венгерское восстание 1956 года, Холодная война и разделение Германии берлинской стеной. Но, несмотря на такой широкий размах, автор в первую очередь фокусирует свое внимание на исследовании человеческого тела и его непосредственных реакциях, продолжая и, таким образом, развивая основополагающие для модернистской литературы темы субъективности, времени и памяти.

## История создания
Начало работы Надаша над своим первым большим романом предваряют два следующих события. Во-первых, написание в 1973 году книги «Конец семейного романа» (1977), в которой он развивает уже намеченные в новеллах «Библия» (1967) и «Поиски ключей» (1969) темы взаимоотношения «…личности и истории, беззащитного человека и власти в тоталитарном обществе»; а во-вторых, разочарование в попытках продолжения карьеры журналиста, что отчасти можно связать с крахом Пражской весны: «…в 1968 году мне стало ясно: этим я больше заниматься не могу, пусть даже под угрозой голодной смерти. У меня был договор с газетой еще на год, я писал заметки о радиопрограммах, рецензии на книги; потом оставил и это».

Вследствие последнего Надаш принимает решение поселиться в деревне и полностью посвятить себя литературному творчеству: «Потом я уехал из Будапешта. Я жил в деревне Кишороси, в светлице крестьянского дома, и, собственно говоря, даже не представляю, на какие средства существовал». Таким образом, поместив себя в точку, из которой разворачивается повествование в романе, Надаш приступил к созданию произведения, работа над которым продолжалась в течение второй половины 1970—х и первой половины 1980—х гг. (в общей сумме 10—11 лет).
Помимо личных причин, повлиявших на идею написания романа, также следует отметить общее стремление нового поколения венгерских прозаиков к осмыслению национальной истории и попытке зафиксировать разрыв с традицией, произошедший после окончания Второй мировой войны и интеграции Венгрии в социалистический блок. Такого рода задачи, стоявшие перед писателями, обусловили и экспериментальный подход к поэтике романного творчества, который отразился в предельной субъективации описаваемых событий, лингвистических новациях, разрушению внутритекстовой иерархии и обращению к провокативным темам в области эротики и политики.
Литературовед М. Белади в 1981 году писал, что «…венгерская литература подошла к концу одной эпохи, готовясь вступить в другую, с совершенно иным представлением о литературе», вследствие чего возникла тенденция к дифференциации традиционной повествовательной литературы и линии «новой прозы», к наиболее репрезентативным представителям которой относятся Надаш и Петер Эстерхази. Создать подобный роман, включающий в себя все перечисленные элементы, «…Надашу удалось дважды: в „Книге воспоминаний“ (1986) и „Параллельных историях“ (2005)».

Закончив работу над текстом, Надаш столкнулся с цензурой, что, как и в случае с «Концом семейного романа», затянуло процесс публикации произведения. Первое издание «Книги воспоминаний» вышло в 1986 году в будапештском издательстве «Szépirodalmi Könyvkiadó». Впоследствии роман был переведен на многие европейские языки, в частности немецкий, французский и английский, а также отмечен рядом наград, среди которых, например, французская премия за лучшую иностранную книгу (1998).

### Публикация на русском языке
На русском языке роман впервые был опубликован в 2014 году издательством «Kolonna publications» в переводе Вячеслава Середы со следующим примечанием:
«Издание посвящается светлой памяти Бориса Дубина, который очень хотел, чтобы эта книга, читанная им по-английски, когда-нибудь в обозримом будущем увидела свет и в России».
Помимо самого текста романа издание также содержит послесловие Ольги Серебряной под названием «Нет ничего в разуме, чего прежде не было бы в чувствах (О прозе Петера Надаша)».

## Сюжет и структура
Повествование в романе начинается с попытки безымянного главного героя (которого условно можно назвать «я»), вернувшегося в Венгрию, восстановить в памяти события предшествующих лет, связанных с пребыванием в Берлине и навсегда ушедших в прошлое: «Не удивительно, что я вспоминаю об этом, ведь с той поры минуло уже три осени, и я никогда больше не отправлюсь в Берлин, ибо ехать мне не к кому, ехать мне незачем…». Однако далее происходит дробление еще на две сюжетные линии, одна из которых развоварачивается в начале XX века и связана с вымышленным писателем Томасом Теннисеном, прототипом которого, вероятно, послужил Томас Манн; а другая с детством и юностью героя, пришедших на конец 1940—х и первую половину 1950—х гг. вплоть до венгерского восстания 1956 года.
Роман изобилует всесторонним описанием различных переживаний, связанных в первую очередь с телом, пространными отступлениями, разрывающими фабульное повествование, частыми скачками во времени, а также длинными предложениями (иногда на 3—4 страницы) и несобственно-прямой речью, что часто затрудняет восприятие и делает попросту бессмысленным точную реконструкцию происходящих событий. Но при этом автор не лишает читателя возможности установить, от чьего лица ведется повествование. Приблизительный ответ на вопрос «кто говорит?» можно представить в виде следующей таблицы.
| Название главы                                      | Рассказчик            |
| --------------------------------------------------- | --------------------- |
| Красота моей аномальности                           | «я» (Венгрия—Берлин)  |
| Прогулка давно минувшим днем                        | Томас Теннисен        |
| Беззлобно светило солнце                            | «я» (Будапешт)        |
| Телеграмма                                          | «я» (Берлин)          |
| На ладони у Господа                                 | Томас Теннисен        |
| Боль постепенно возвращается                        | «я» (Будапешт)        |
| Потеря и обретение сознания                         | «я» (Берлин)          |
| Продолжение давней прогулки                         | Томас Теннисен        |
| Девчонки                                            | «я» (Будапешт)        |
| Мансарда Мельхиора                                  | «я» (Берлин)          |
| Об античной фреске                                  | Томас Теннисен        |
| Пожарище, поросшее травой                           | «я» (Будапешт)        |
| Описание одного спектакля                           | «я» (Берлин)          |
| Табльдот                                            | Томас Теннисен        |
| Год похорон                                         | «я» (Берлин/Будапешт) |
| В которой он рассказывает Тее об исповеди Мельхиора | «я» (Берлин)          |
| Ночи тайных услад                                   | Томас Теннисен        |
| Конец пути                                          | Кристиан              |
| Побег                                               | «я» (Берлин/Венгрия)  |

## Анализ романа
По художественным достижениям роман Надаша ставят в один ряд с такими произведениями литературы XX века, как «В поисках утраченного времени» Пруста, «Человек без свойств» Музиля и «Доктор Фаустус» Томаса Манна. Продолжая традиции классического модернизма в контексте венгерской и, шире, европейской литературы, Надаш тем не менее прибегает ко многим приемам постмодернистской прозы, что находит свое отражение на различных уровнях восприятия текста.

### Название и проблема рассказчика
Первым проблемным полем исследования оказывается само название романа. Так, в начале возникает предуведомление от автора: «Считаю своей приятной обязанностью сообщить, что все мною написанное — не мои мемуары. Я сочинил роман, воспоминания нескольких людей, живших в разное время, нечто вроде „Параллельных жизнеописаний“ Плутарха. Каждый автор мог бы быть мною, хотя ни один из них таковым не является». Подчеркивая далее объективность исторических событий, Надаш настаивает, что всевозможные совпадения следует воспринимать как случайность. Но, несмотря на это, автор вплетает в ткань повествования различные автобиографические мотивы, связанные с детством и юностью, наиболее важными из которых оказываются смерть матери от рака, самоубийство отца во время правления режима Ракоши и переживания, связанные с венгерским восстанием 1956 года.
При этом проблема названия не исчерпывается автобиографическими мотивами. Одной из дискуссионных тем романа оказывается фигура рассказчика. Российские критики и литературоведы выделяют от 2 до 4 героев, от лица которых ведется повествование.
1. «Я», вернувшийся в Венгрию и вспоминающий о своей жизни в Берлине, связанной с любовью к другу-немцу Мельхиору;
2. Вымышленный писатель Томас Теннисен, пишущий мемуары о своем детстве, хайлигендаммском курорте и любовных переживаниях в отношении невесты Хелены;
3. «Я», рассказывающий о своем детстве и юности в Венгрии, пришедших на 1940—е и 1950—е гг.;
4. Кристиан, друг детства третьего рассказчика, который обнаруживает незавершенную рукопись своего якобы погибшего товарища и представляет параллельную, своего рода альтернативную точку зрения на происходившие события.

Уверенность в наличии именно четырех рассказчиков в романе подрывают, во-первых, общность тем, единый стиль, а во-вторых, различные внутритекстовые цитаты, которые напрямую, несмотря на временну́ю дистанцию, связывают одного героя с другим. Так, Томас Теннисен — это человек, придуманный главным героем, прообразом которого послужил дед Мельхиора: «…в доме на Штаргардерштрассе, где я прожил дольше всего <…> поднимаясь по вечерам по лестнице, я пытался вообразить себе другого молодого человека, который, когда-то давно, прибыл в один прекрасный день в Берлин, то был дедушка Мельхиора, это он стал героем моей разворачивающейся с каждым днем вымышленной истории, это он мог увидеть эти витражи с цветами, еще целыми, новыми, искрящимися на сеющемся с заднего двора свете, если бы побывал в этом доме, причем, поднимаясь по деревянной лестнице, воспринимал бы воображаемое мной прошлое как собственное настоящее».
Образ Томаса в контексте сюжета можно трактовать либо как воображаемую попытку прожить жизнь за другого человека, ситуация которого так или иначе идентична жизни главного героя, что позволяет еще больше сблизиться с Мельхиором; либо в виде маски главного героя, обращающегося к несобственно-прямой речи с целью фрагментации повествования и расширении его во времени. Если прибегать к иной интерпретации, то образ Томаса также возможно рассматривать как внедрение в сюжет реальной фигуры Томаса Манна, ведущего свой дневник, что, в свою очередь, обусловлено спором Надаша с литературным стилем Манна, Пруста и прочих, которых он называет «стилистами», и следованию постмодернистской эстетике, предполагающей создание подобного рода фикций.
По такому же принципу можно понимать и иную сторону «я» главного героя. В главе «Год похорон», связанной с венгерским восстанием, происходит слияние «я» из прошлого, живущего в Венгрии, и «я», находящегося в Берлине в начале 1970—х гг. Как выясняется, история о венгерском подростке является рассказом главного героя Мельхиору о своем детстве: «Меня что-то толкнуло в грудь, сдвинуло с места, открыло нечаемую возможность расслабиться, и не успела еще разбухающая толпа, о которой рассказывал Мельхиор, докатиться до Александерплац, как мой освещенный трамвай уже беспомощно увяз в сплошной людской массе на будапештской площади Маркса, в том месте, где рельсы, резко взвизгивающие под колесами, плавной дугой сворачивали на бульвар Святого Иштвана». Такого рода прием может быть рассмотрен как необходимость дистанции в отношении рассказываемых событий — в качестве отчуждения главного героя от своего прошлого, интерпретации «я» как уже «не-я», что касается не только венгерского периода жизни, но и берлинского в том числе. В самом начале герой отмечает, что прошло уже 3 года с тех пор, как он вернулся из Берлина. Более того, иногда в тексте можно встретить обороты вроде «Сегодня/теперь я понимаю», прямо указывающие на временну́ю дистанцию.
Точка зрения Кристиана, появляющегося в роли рассказчика в предпоследней главе «Конец пути», и вовсе переворачивает восприятие романа. Из его изложения, стилистически отличающегося от предшествующего текста, читатель узнает о смерти главного героя, и по сути констатируется, что весь роман является его незавершенной рукописью, не прошедшей авторскую редакцию: «Но все же мне хочется повторить на этом белом листе бумаги, своим почерком последнюю фразу моего друга. Пускай он поможет завершить ту работу, о которой меня никто не просил и которая будет, наверное, самым необычным свершением в моей жизни <…> Все признаки говорят о том, что на следующий день, как обычно, он продолжил бы свою жизнь следующей фразой, которую невозможно было предсказать заранее, как невозможно реконструировать ее на основе оставленных им записок». Такой поворот, с одной стороны, можно трактовать прямо: читатель действительно имел дело с рукописью главного героя и параллельно с Кристианом знакомился с текстом; а с другой, как еще одно отчуждение героя от своего «я» с попыткой взглянуть на события с иной точки зрения, овнешняющей и вносящей в историю рациональное зерно, выходящее за пределы тела. Кристиан (или герой) отмечает, что он «…рационального, возможно, даже чрезмерно рационального склада»; и далее: «Я просто не имел права попадать в какие-то внутренне опасные ситуации — мне хватало и внешних опасностей».
Таким образом, название романа означает либо книгу воспоминаний главного героя, искусственно расширяющего свое бытие во времени и использующего различные маски; либо незавершенную рукопись, не имеющую авторской редакции и получившую название от Кристиана, разбирающего вещи своего друга, которые хоть и не юридически, но все же достались ему в наследство. Кроме того, название можно понимать и как своеобразную игру автора с читателем. Чтение романа провоцирует реципиента на анализ собственных воспоминаний, что создает параллельную историю, роман о собственной жизни.

### Жанровая характеристика и стиль
Произведение Надаша с точки зрения литературного жанра можно определить как роман воспитания (с элементами романа карьеры в случае с Кристианом) и как любовный роман. Рассказчик в одной из глав отмечает, что «мы пишем роман воспитания». С одной стороны, это действительно так: ключевой целью героя является самопознание, конструирование личности и поиск своего места в жизни; а с другой, по мнению Ю. Гусева, подобного рода замечание «…не более чем некоторая провокация: писатель хочет дать (читателям? критикам?) повод задуматься над тем, что же такое представляет собой его произведение. Наверное, ближе к истине было бы выражение „воспитание чувств“. Но — не намного ближе. Потому что речь тут идет о воспитании (в самом себе) умения, способности уцелеть, выжить в бесчеловечной эпохе, когда эксперименты над обществом стали, что называется, трендом». О. Балла предлагает рассматривать роман Надаша как ступень «…развития европейского литературного сознания, что следует за „романом воспитания“ и во многом преодолевает его. Ее [„Книгу воспоминаний“], в свою очередь, точнее всего было бы назвать, пожалуй, „романом прояснения“».
Если классический роман воспитания Гёте «Годы учения Вильгельма Мейстера» имел целью интеграцию субъекта в социум, попытку встроить его в культурную матрицу, то роман Надаша оказывается близок к «Воспитаниям чувств» Флобера и «В поисках утраченного времени» Пруста, в рамках которых происходит внутреннее, интенсивное воспитание, которое «тоже своего рода воспитание. Даже вполне в просвещенческом духе: выращивание человека в свете ясного видения. <…> На протяжении книги происходит открытие многомерности человека — трудное, как настоящему открытию и положено. Возрастание ясности».
Элементы любовного романа проявляются в тексте следующим образом. Во-первых, в понимании любви в качестве отправной точки повествования. Рассказчик, размышляя о том, что он вообще может написать, отмечает: «…писать я могу лишь о том, что принадлежит только мне, к примеру, могу описать историю своих влюбленностей (если только смогу)». А во-вторых, в разного рода любовных связях (гетеросексуальных, гомосексуальных и инцестуальных), являющихся краеугольным камнем сюжета и оказывающих непосредственное влияние на формирование самосознания и характера главного героя.
Стилистически роман Надаша можно охарактеризовать как модернистский, связанный «с эстетикой постмодернизма скорее на уровне мироощущения», и как произведение с элементами психологического реализма. О. Балла пишет, что «…роман Надаша — антропологичен. Он вовсе не об истории, он — о человеке». Надаш в своем произведении совершает остранение, заставляет читателя взглянуть на физиологическую сторону человеческого бытия и отводит этому основополагающую роль. Физиология, точнее — тело — оказывается фундаментальным в поэтике романа, из которого и разворачивается история.

### Тело и память
«А Он говорил о храме тела Своего (Иоанн 2:21)».— Эпиграф к роману
Обращение к проблеме тела может быть рассмотрено в контексте общего настроения эпохи (интерес к телесности, философия постмодернизма и постструктурализма, в частности, Делёза и Гваттари) и в качестве литературной полемики с «Человеком без свойств» Музиля. Если последний в своем романе проводит анализ психологических, интеллектуальных и духовных основ человека своего времени, то Надаш стремится сделать почти то же самое, но с точки зрения тела, представляя, однако, политику и историю скорее как внешний фон, уделяя внимание в первую очередь непосредственным чувствам и реакциям героев: «Для Надаша тело, его состояния и реакции — может быть, единственное, на что человек может опираться и хоть как-то ориентироваться в мире. Это — зона достоверности. И столь подробно говорится о нем именно поэтому».
Надаш подробно описывает различные физиологические акты, как то: секс, мастурбация, мочеиспускание, менструация и т. д. Стремясь к наиболее точному выражению телесных реакций, он, с одной стороны, акцентирует внимание на наиболее интимных и эротических переживаниях своих гереов, оказывающих непосредственное влияние на формирование характера, а с другой, карнавализирует действие и следует романной традиции европейской литературы, заложенной в «Гаргантюа и Пантагрюэле» Рабле и «Дон Кихоте» Сервантеса. Таким образом, конечно, «…Надаш чрезвычайно и подробно физиологичен, но то, о чем здесь говорится, стоило бы назвать „физиологией смысла“ — с акцентом не на первом слове, но на втором».
Тело в романе также связывается с социальной и политической критикой современности, тоталитарного общества, в рамках которого вынуждены жить герои: «…я, в сущности, ничтожная, ирреальная тля, мог бы подумать я о себе, будь я способен к столь крайнему самоуничижению, а поскольку, несмотря на протест, я о себе именно так и думал, это значило, что машина идеологического насилия, без того даже, чтобы я это осознал, достигла во мне и с моим участием своей самой глубокой, заветной цели: заставила меня добровольно отказаться от права распоряжаться самим собой». Посредством тела герои способны ускользнуть от идеологии, произвести детерриторизацию, стать ризомой, углубить свое бытие, избавившись от культурных и моральных предрассудков: «В отличие от фрау Кюнерт или даже Мельхиора, которые собственным телом и жизнью закрывали себе путь к скрытым и поразительным глубинам, мы с Теей чувствовали, что только где-то внизу, у самых истоков, у корней, питаемых тиной физических ощущений, мы можем обрести смысл нашего бытия».
Идеология в поэтике романа фрагментирует человека, лишает цельности и исторической памяти, массовизирует его существование. Выразительным представляется описание берлинского метрополитена, разделяющего, подобно стене, людей на два лагеря, отчуждая их друга от друга и создавая иллюзию нормы: «…эта линия, проходящая здесь, под нами, соединяет районы западной части города, то есть на самом деле она не наша, но нас это <…> не касается». Отчуждение происходит не только на мировом, но и на локальном уровне. В главе «Пожарище, поросшее травой» рассказчик, возвращаясь домой через лес, проходит мимо резиденции Ракоши. Боясь совершить лишнее движение, способное повлечь нападение охранной собаки, он говорит, что «…мне, несмотря на весь стыд, унижение, ненависть и порывы к бунту, приходилось ей подчиняться <…> и если мне удавалось подавить все движения и эмоции, могущие быть неправильно истолкованными, а трусившему рядом псу обуздать собственную нервозность <…> то спустя какое-то время отношения между нами делались более тонкими, уже не столь угрожающими, я делал то, что должен был делать, а собака <…> исполняла свои обязанности…». Таким образом, проводится различие между обычными людьми и властью, где последней нет никакого дела до человека, если он не склонен к подрыву устоявшихся отношений. Территория резиденции Ракоши, в свою очередь, символизирует инаковость и социальную вертикаль: она недоступна опыту — трансцендентна по своему устройству.
Городское пространство в романе играет немаловажную роль. Главный герой и Мельхиор, гуляя по Берлину, анализируют проект его послевоенной перестройки, внедрение в его тело новых зданий, лишенных истории и образующих как материальный, так и духовный эклектизм: «Сквозь новый стиль фасадов сочилась кровь старого стиля и проглядывали мертвые знаки былых принципов и порядков».
Надаш, развивая мысль Ницше о взаимосвязи тела и времени, концептуализирует в своем романе тему памяти: «…наши человеческие ощущения, а следовательно, и чувства еще достаточно примитивны, чтобы ощущать во всем новом нечто подобное старому, чтобы чувствовать в настоящем будущее, а в каждом событии, связанном с нашим телом, ощущать тот телесный опыт, который мы получили в прошлом». Тело предстает как фундаментальный принцип бытия: если что-то и повторяется, возвращается посредством памяти, то как телесное ощущение, как то, что было пережито телом. По такому же принципу выстроено и повествование в романе — все события прошлого описаны с точки зрения тела. В свою очередь, рефлексируя, герой расширяет свой телесный опыт, придает ему многогранность и предельную глубину: «Психологичен автор ничуть не в меньшей степени — он создает детальнейшие слепки с переживаемых героями состояний, в которых душевное от телесного попросту неотделимо».
Тема памяти неразрывно связана с состоянием европейской цивилизации после Второй мировой войны. Автор предлагает позитивный вариант проработки травмы, ведущий к освобождению человека от прошлого и утверждению ценности жизни: «Память у Надаша неотделима от воображения, воспоминания героя романа не погребены под мучительным грузом забытья, а, наоборот, почти физически переживаются им (недаром каждое воспоминание связано с телесным контактом — будь то поцелуй, объятие или пожатие руки), они разрастаются за счет фантазии, желания и воображения. Это активное переживание прошлого, ведущее к свободе, в том числе от самого прошлого».
В различных главах Мельхиор рассказывает главному герою о своем отце, который по-настоящему был не немцем, а французом, и крайне негативно отзывается о Германии и ее (особенно современной) истории, параллельно планируя побег сначала в ФРГ, а затем во Францию. Мельхиор пересказывает историю лейтенанта фон Катте и его дружбы с Фридрихом Великим, интересовавшимся всем французским: второй стремился бежать от своего деспотичного отца, а первый был единственным, полностью посвященным в его планы. Таким образом, аллегорически задается тема побега, эмиграция не только физическая, но и личностная, историческая. В конце романа (а если учитывать его кольцевую композицию, то в начале) Мельхиору удается пересечь границу с ФРГ в запаенном гробу. Несмотря на расставание, главный герой и Мельхиор, тем не менее, приобретают позитивный жизненный опыт: «…герой Надаша, составив книгу воспоминаний и уделив важнейшее место в ней любовнику Мельхиору, в какой-то степени освобождает Мельхиора из плена — он избавляется от прошлой жизни и забывает ее, что в контексте романа, безусловно, является позитивным исходом. Мельхиор, ненавидящий все немецкое, стремится вырваться из-за стены и попасть во Францию, на родину своего настоящего отца, убитого немцами. То, что ему это удается, — залог освобождения от прошлого, возможность позитивной работы с травмой».
Память и история в поэтике романа, таким образом, связываются с фигурой отца. Если в случае с Мельхиором возникает протест против своего нынешного существования и стремление к побегу, к попытке вернуться на историческую родину, то в случае с главным героем важен своеобразный конфликт отцов и детей. Его отец работал на правительство и, как становится известно, подписывал различные приговоры (вплоть до смертных) в отношении репрессированных. Когда появляется старый знакомый отца (Янош Хамар), в аресте которого он принял участие, то главный герой чувствует бо́льшую близость к Яношу, чем к собственному отцу: «Я был уверен, точнее, уверены были мои ощущения, что моим настоящим отцом был Янош, а не эта смешная фигура, в огромном зимнем пальто…». Далее, по мере разрастания конфликта, отчуждение фиксируется уже и на лингвистическом уровне: «…сказал мой отец, тот, что в зимнем пальто». Впоследствии конфликт выходит на социальный, политический и телесный уровни. В главе «Год похорон», во время венгерского восстания, герой, будучи случайно вовлеченным в коллективное тело демонстрантов и находясь в порыве энтузиазма вершащейся революции, еще больше отдаляется от отца: «…я знал и именно потому, что не был бесчувственным и неосведомленным идиотом, не мог не знать, что это — в полном смысле слова революция, и я в ней участвую, революция, которую мой отец <…> назвал бы совершенно другим, прямо противоположным словом».

### Я и Другой
Одним из ключевых аспектов романа является взаимодействие главного героя («я») с другими людьми: его опыт любви, дружбы и смерти, которые, в свою очередь, различаются на внутреннем и внешнем уровнях. Ощущения, возникающие в моменты влюбленности и интимного (зачастую эротического) сближения, анализируются Надашем со всесторонней глубиной. Любовь имеет гетеросексуальные (Ливия, Майя, Хелена, Тея), гомосексуальные (Мельхиор, Кристиан, Кальман, граф Штольберг, коридорный из главы «Ночи тайных услад») и инцестуальные (мать, отец, сестра) вариации.
В романе также присутствуют сцены соглядатайства, в частности, в главах «Продолжение давней прогулки» и «Об античной фреске». В контексте последней Томас Теннисен рассматривает репродукцию фрески «Пан и нимфы» и обнаруживает ее сходство с различными бытовыми ситуациями. К примеру, на извозчике и продавщицах мясной лавки он примеряет маски античных богов и фиксирует, таким образом, своеобразное проявление коллективного бессознательного, имманентно присутствующего в современной европейской цивилизации. С подобного ракурса может быть рассмотрена и сцена из главы «Пожарище, поросшее травой». Кальман, Прем, Кристиан и главный герой устраивают в лесу своеобразную (театрализованную) охоту на Майю, Хеди и Ливию, кульминацией которой становится чуть ли не групповое изнасилование. При этом рассказчик практически не участвует в охоте, а скорее наблюдает за ней со стороны. В одном из фрагментов романа он отмечает, что «…любое событие заслоняет от нас направленное на него пристальное внимание, и позднее, оглядываясь на него, мы вспоминаем не то, что происходило, а то, как мы наблюдали за этим, какие чувства ипытывали к затуманенному нашим вниманием событию…».
Параллельно с Паном и нимфами Томас также вводит в повествование образ Гермафродита, задающего мотив слияния с другим человеком — как мужчины с мужчиной, так и мужчины с женщиной. В главе «Описание одного спектакля» происходит сближение главного героя с Мельхиором, при этом, однако, возникает замечание, что «В действительности идеальной симметрии не бывает, как и полной идентичности двух индивидов, самое большее, чего мы можем достигнуть, это временное равновесие наших различий…». В случае с женщиной (Теей) герой говорит скорее о гипотетическом слиянии, которое может произойти по причине разнополости: «Два человеческих существа стояли перед лицом природы <…> и понимали друг друга <…> понимали <…> то естественное обстоятельство <…> что она была женщиной, а я мужчиной <…> Момент этот <…> говорил нам о наших природных различиях и единственной возможности полностью слиться друг с другом…». Иными словами, слияние мужского и женского может привести к становлению Гермафродитом, опыту андрогинности и возвращению к изначальному единству человечества — его божественному состоянию. Но, несмотря на это, все любовные линии в романе заканчиваются отдалением друг от друга и расставанием. Если главный герой «Человека без свойств» Ульрих, обнаруживший свою необычайную схожесть с сестрой Агатой, мыслит об андрогинности и единстве утопически, видя в этом путь к актуализации идеи «правильной жизни», то герой Надаша «…не преодолевает хаоса, не космизирует его — он всего лишь осознает его как важнейшее исходное условие собственного осуществления в мире. Человек даже не бросает этому хаосу (героическому, обреченному) вызова: в этом смысле мир Надаша не трагичен. Он всего лишь страшен — в своей чуждости человеку». Невозможным представляется и слияние с природой; утопическое мироощущение немецких романтиков (в особенности Новалиса) не может быть воплощено в современном мире по причине тотального подчинения природы человеком и доминирования техники, диктата культуры и незаинтересованности в акте созерцания прекрасного. Надаш, таким образом, фиксирует онтологическое различие в бытии, не снимаемое по определению.
В таком событии с мертвым самого ушедшего из жизни фактично «вот» уже нет. Событие однако всегда подразумевает бытие-друг-с-другом в том же мире. Ушедший из жизни покинул и оставил наш «мир». Из мира оставшиеся еще способны быть с ним.
Любовь в романе является внутренним событием и связана с наиболее интенсивными переживаниями. Смерть, в свою очередь, выражает внешний уровень чувств. О смерти в романе если и говорится, то всегда мимоходом: ее упоминание может занимать как несколько строк (смерть сестры главного героя или отца Томаса), так и вовсе оставаться в виде намека. Например, смерть матери главного героя не драматизируется, он лишь говорит, что больше ее не видел, а кровать «…была застелена <…> так, как будто она не жила здесь». Смерть Кальмана переживается главным героем как момент чувственной близости, сохраняющей воспоминание о его телесности: «…скорее всего я рассказал бы <…> об этих мягких, но крепких и теплых ладонях, о ладонях друга, а вовсе не о том сухом факте, что он погиб…». Таким образом, в романе Надаша смерти как личного, внутреннего события не существует, она всегда воспринимается со стороны и, более того, можно сказать, что ее и вовсе нет, ибо «…все умершие остаются живыми — и к ним в любой момент можно вернуться в воспоминаниях».

### Интертекстуальность и «смерть автора»
В своем романе Надаш выстраивает различные интертекстуальные связи, способствующие реинтерпретации изображаемых событий и создающие аллюзии на историю литературы. Так, в главе «Конец пути», написанной от лица Кристиана, возникает следующий фрагмент, парафраз завязки «Доктора Фаустуса» Томаса Манна:

«И здесь я со всей решительностью спешу заявить, что если этому рассказу о смерти моего несчастного друга я и предпосылаю несколько слов о себе и своих житейских обстоятельствах, то отнюдь не с целью возвеличить свою особу».— «Книга воспоминаний»

«Co всей решительностью спешу заявить, что если этому рассказу о жизни Адриана Леверкюна, этой первой и, так сказать, предварительной биографии дорогого мне человека и гениального музыканта, с которым столь беспощадно обошлась судьба, высоко его вознесшая и затем низринувшая в бездну, я и предпосылаю несколько слов о себе и своих житейских обстоятельствах, то отнюдь не с целью возвеличить свою особу».— «Доктор Фаустус», пер. с нем. С. Апта и Наталии Ман
Помимо овнешнения своего образа главным героем, данную главу можно понимать и как внесение «грязи истории» — внешнего исторического фона в повествование: «…черные лимузины, министерских охранников, шум ноябрьской Москвы <…> жуть окраинной хрущевки <…> уродство праздничных приемов…».
Точка зрения главного героя выражена через телесную плоскость (внешнему уделено значительно меньше внимания, а если оно и возникает, то лишь в связи со внутренним) и определяется стремлением к освобождению, в то время как точка зрения Кристиана, напротив, предстает как альтернативный вариант жизни, связанный с приспособленчеством к режиму, поиском выгоды и эгоистическим мировоззрением. В этом смысле не зря герой называет Кристиана «поганым карьеристом» и «вшивым Жюльеном Сорелем».
Различия между главным героем и Кристианом могут быть также рассмотрены в перспективе их сравнения с персонажами манновской новеллы «Тонио Крёгер». Герой, подобно Тонио, посвящает себя искусству и стремится к глубокому анализу жизни, а Кристиан, в свою очередь, как и Ганс Ганзен, выстраивает свою жизнь в соответствии с общими нормами и изъявляет желание стать военным, иными словами, полностью подчинить свою волю внешней инстанции в виде государства.
О. Серебряная и вовсе предлагает понимать образ Кристиана как аллюзию на Томаса Манна, «…каким бы он стал в месте и времени, доставшимся по рождению Петеру Надашу», излагающего «правильную», «нормальную» точку зрения на венгерскую реальность 1970—х гг.
Кто говорит так? <…> Узнать это нам никогда не удастся, по той причине, что в письме как раз и уничтожается всякое понятие о голосе, об источнике. Письмо — та область неоределенности, неоднородности и уклончивости, где теряются следы нашей субъективности, черно-белый лабиринт, где исчезает всякая самотождественность, и в первую очередь телесная тождественность пишущего.
В самом конце главы, рассказанной от лица Кристиана, возникает следующий пассаж: «Все главы истории его жизни были разложены по отдельным папкам <…> Последовательность глав можно было определить совершенно четко, исходя из планов, касающихся рукописи в целом, тем не менее даже после самого тщательного анализа его заметок мне так и не удалось понять, к какому финалу он собирался направить действие. Однако была и еще одна, фрагментарная, что-то вроде конспекта, глава, место которой установить мне не удалось». Данное замечание, в принципе ставящее под сомнение подлинность произведения, можно рассматривать как двойную аллюзию. Во-первых, это отсылает читателя к «Человеку без свойств» Музиля, который, как известно, не был окончен, а сам роман в каноническом варианте существует в редакции и издании немецкого литературоведа Адольфа Фризе. А во-вторых, к Кафке: текст «Замка» не был завершен и неизвестно, чем должен был закончиться; концовка «Америки (Пропавший без вести)» существует только в наброске, а «Процесс» был издан в редакции Макса Брода — сам Кафка четко определил только начало и конец — первую и последнюю главы романа, а часть под названием «Коммерсант Блок» и вовсе не была дописана. Надаш, таким образом, создает игровую ситуацию между автором и читателем: «Книгу воспоминаний» можно считать либо редакцией Кристиана, либо же, подобно «Игре в классики» Кортасара, читать в любом порядке и пересобирать с каждым новым прочтением, ибо текст не имеет авторской редакции и неизвестно, как бы он выглядел в конечном итоге. Авторская инстанция размывается: автор «умирает/совершает самоубийство» и дистанцируется от своего произведения.

## Критика
Роман Надаша в течение 11 лет после выхода был переведен на многие европейские языки, в частности, немецкий и французский. Публикация в 1997 году на английском языке была отмечена авторитетными американскими газетами (например, «The New York Times»). Рецензенты сравнивали Надаша с Прустом, Музилем и Томасом Манном, отмечая его стремление превзойти последних в микроанализе чувств и ощущений, а сам роман представляли как попытку синтеза литературы современной Восточной Европы с довоенным модернизмом. Сьюзен Зонтаг охарактеризовала произведение Надаша как «Величайший роман современности и одну из самых великих книг XX века».
Венгерский критик П. Балашша утверждал, что Надашу удалось «…написать роман о 1956 годе… без того, чтобы это стало центральной темой или „идеей“ произведения».
Российский литературовед и критик О. Балла, указавшая на антропологичность «Книги воспоминаний», писала: «Надаш — из тех, кто вырабатывает новое видение и понимание человека. <…> Среди предшественников, шире — культурных корней этой книги, ее оптики и диктуемой ею стилистики, невозможно не вспомнить и Фрейда. Можно сказать, что это Пруст, тщательно усвоивший уроки Фрейда и пропущенный через катастрофический опыт второй половины центрально-европейского XX века. Через такой опыт, на который медленными прустовскими глазами, казалось бы, вообще невозможно смотреть. У Надаша получается».
Преподаватели кафедры «Русской литературы XX—XXI веков» УрФУ в 2016 году выдвинули кандидатуру Надаша на Нобелевскую премию по литературе с формулировкой «за симфонические сочетания классических и модернистских традиций в романном понимании природы человека и общества». Заведующий кафедрой Леонид Быков, принявший участие в продвижении кандидатуры Светланы Алексиевич в 2015 году, отмечал, что «Творчество Петера Надаша полная противоположность тому, что делает Светлана Алексиевич <…> Если очень условно, его работы — это такое сочетание тонкого психологически прописанного и интеллектуально-продуманного сочетания Марселя Пруста, Томаса Манна и — вспомним кинематограф — Лукино Висконти. Здесь социальность выражает себя исключительно гомеопатично. Она есть, она играет очень важную роль, но на первом плане то, как душа человеческая воспринимает и социальные, и интимные переживания. Книги Алексиевич можно начать читать на любой странице, так как строится как книга поэта. А Петера Надаша надо читать, посвятив этому несколько недель своей жизни. Требуется читательское самопожертвование».
Ю. Гусев и В. Середа, рассматривая роман Надаша в широком культурном контексте, резюмировали: «Центральная тема „Книги воспоминаний“, если ее вообще возможно определить, — идея несвободы в самом общем, не связанном с политической конкретикой смысле, различного рода деформации личности в XX веке».
Переводчик романа В. Середа, в свою очередь, также отметил, что «„Книга воспоминаний“, опубликованная в один год со „Введением в художественную литературу“ Петера Эстерхази, таким образом, словно бы завершила целую эпоху в истории венгерской словесности — инициированный в начале ХХ столетия писателями круга „Нюгата“ (и имевший лишь спорадическое продолжение после Второй мировой войны) модернистский проект. С этой книгой венгерская проза вышла на горизонт европейский и мировой…».

## Комментарии
1. ↑  Например, в середине первой главы герой упоминает, что вскоре он вернется в Венгрию, а в ее конце он оказывается у Хайлигендамма. Следующая глава, рассказанная от лица Томаса, начинается с описания хайлигендаммского курорта. Глава «Ночи тайных услад» заканчивается словами «Но зимняя ночь была темна и туманна, и я, разумеется, ничего не видел». В следующей главе — «Конец пути» — Кристиан цитирует эти строки.
2. ↑  Ольга Балла в своей статье утверждает, что отсутствие имени у главного героя это не случайность, а концептуальное решение Надаша: «Где имена — там маски».
3. ↑  См., например: Надаш П. Дневники Томаса Манна // Надаш П. Тренинги свободы. — М.: Три квадрата, 2004. — С. 5—28.
4. ↑  В некоторых фрагментах романа мимоходом упоминается социальное положение и родословная того или иного героя. Так, в главе «Год похорон» на странице 520 читаем: «Кристиан, чей отец не вернулся с фронта <…> Хеди, чей отец сгинул в концлагере <…> Ливия, которая вынуждена была питаться остатками из школьной столовой <…> Прем, чей отец был нилашистом и алкоголиком <…> Кальман, считавшийся из-за своего отца классово чуждым, или <…> Майя, вместе с которой мы <…> окунулись в самую скверну эпохи, в нечто, чего я не мог забыть, от чего хотелось освободиться…».
5. ↑  См. подробнее: Ницше Ф. Так говорил Заратустра // Полное собрание сочинений в 13 томах. — М.: Культурная революция, 2007. — Т. 4. — 432 с.
6. ↑  В первой («Красота моей аномальности») и последней («Побег») главах романа главный герой остается в одиночестве после бегства Кристиана из ГДР.
7. ↑  Янош Хамар, в свою очередь, связан с другим персонажем романа — агентом КГБ Марией Штейн. В последней главе «Побег» точка зрения главного героя перемежается с параллельным внедрением в повествование взгляда Марии, который предстает как фрагментарный, даже в некотором роде сюрреалистический. Она оказывается в своеобразной ситуации кафкианского ужаса. Надаш, таким образом, описывает деформацию сознания людей, непосредственно связанных с властью. Отец главного героя совершает самоубийство, а Мария Штейн оказывается близка к сумасшествию. И только Янош освобождается от прошлого, уезжает, подобно Мельхиору, в Монтевидео.
8. ↑  Ср., например, с цитированием фрагментов из «Федра» Платона в новелле Томаса Манна «Смерть в Венеции». Манн подобным образом актуализирует античный миф в контексте европейской цивилизации начала XX века.
9. ↑  К примеру, данную сцену можно сравнить с комедией Шекспира «Сон в летнюю ночь», а фрагмент из главы «Описание одного спектакля» с «Гамлетом»: герои, наблюдая за происходящим на сцене при исполнении бетховенской оперы «Фиделио», идентифицируют себя с действующими лицами, подобно шекспировским персонажам, и осознают свои чувства друг к другу.
10. ↑  В главе «На ладони у Господа» Томас обращает внимание на идеальную симметрию между его и Хеленой обнаженными телами. Это можно рассматривать как аллюзию на Адама и Еву до их грехопадения. Ю. Гусев и В. Середа, в свою очередь, отмечают связь сюжетной линии Томаса с идеей золотого века.
11. ↑  См., например: Карельский А. Утопии и реальность // Музиль Р. Малая проза. Избранные произведения в двух томах. Роман. Повести. Драмы. Эссе. — М.: «Канонпресс—Ц», «Кучково поле», 1999. — Т. 1. — С. 7—38.
12. ↑  См., например: Хайдеггер М. Вопрос о технике // Хайдеггер М. Время и бытие: Статьи и выступления. — М.: Республика, 1993. — С. 221—238.
13. ↑  В данном случае бытие необходимо понимать как становление (Ницше) и как различие (Делёз). См. подробнее, например: Делёз Ж. Различие и повторение. — СПб: ТОО ТК «Петрополис», 1998. — 384 с.; Делёз Ж. Ницше — СПб: Аксиома, Кольна, 1997. — 186 с.
14. ↑  На 625 странице романа Томас, находясь под впечатлением от смерти графа Штольберга и Юлленборга, отмечает, что то была «еще не моя смерть, все еще не моя». Проблема смерти и отношение к ней осмыслялись на протяжении всей истории европейской цивилизации: к примеру, от Эпикура, говорившего, что смерти нет, когда человек жив, а когда он мертв — ее уже нет; до Хайдеггера, определявшего бытие-к-смерти как фундаментальный экзистенциал Dasein. В этом смысле Надаш близок и к первому, и ко второму: смерть в романе предстает не как абстрактное понятие, не как смерть вообще; смерть — это личное событие, определяющее человеческое бытие, но при этом она не поддается рефлексии, ибо мертвый уже не мыслит. Мотив смерти в «Книге воспоминаний» одновременно можно рассматривать в диалоге с Рильке и его романом «Записки Мальте Лауридса Бригге» (написанным в начале XX века), в котором главной темой является различие между своей и не своей смертью. Про смерть у Надаша см. также: Надаш П. Собственная смерть // Надаш П. Путешествие вокруг дикой груши. Собрание малой прозы. — СПб: Издательство Ивана Лимбаха, 2021. — С. 175—234.
15. ↑  Рассказчики в главах романа чередуются по принципу 1—2—3. Можно предположить, что читатель имеет дело с редакцией Кристиана, рациональным, математическим образом структурировавшим текст рукописи.